# Frispråkarn
Mats Håkan Bäckman, känd under artistnamnet Frispråkarn, född 30 december 1980, är en svensk rappare och låtskrivare som har sjungit och skrivit låtar som "Nästa tåg, nästa buss" och "Håll mig kvar", "Singel" , "Den ena dan e den andra lik" med flera. 
Frispråkarn deltog i första deltävlingen i Melodifestivalen 2010 i Örnsköldsvik med låten "Singel", som hamnade på sjunde plats.

## Album
Frispråkarns debutalbum heter Signerat Språkarn och släpptes på egna etiketten Rimskadad Ent 2008. År 2010 släppte han sitt andra album De kallar mig Disträ via Warner Music.